# Carabus syrus
Carabus (Lamprostus) syrus – gatunek chrząszcza z rodziny biegaczowatych i podrodziny Carabinae.
Gatunek ten został opisany w 1898 roku przez Hansa Roeschke.
Chrząszcz o ciele długości od 32 do 39 mm. Warga górna podzielona na dwa płaty. Bródka szeroka i o ściętym wierzchołku (u C. s. lecordieri o wierzchołku ostrym). Brzegi przedplecza bez punktów szczeciowych. Pokrywy gładkie.  Samce o trzech członach stóp przednich rozszerzonych. Edeagus z zaokrąglonym (u C. s. lecordieri z ostrym) wierzchołkiem środkowego płata.
Preferuje otwarte i półotwarte siedliska, zwłaszcza batha, rzadziej spotykany w lasach i zadrzewieniach.
Wykazany z Libanu, Jordanii i północnego Izraela.
Wyróżnia się 7 podgatunków tego biegacza:
- Carabus syrus cheikensis Deuve, 1992
- Carabus syrus eidae Deuve, 2002
- Carabus syrus lecordieri Deuve, 1992
- Carabus syrus moukarzelae Deuve, 2002
- Carabus syrus pseudopinguis Heinz & Staven, 2000
- Carabus syrus saidaensis Deuve, 1992
- Carabus syrus syrus Roeschke, 1898